# Mexikanisches Totenkopf-Make-up

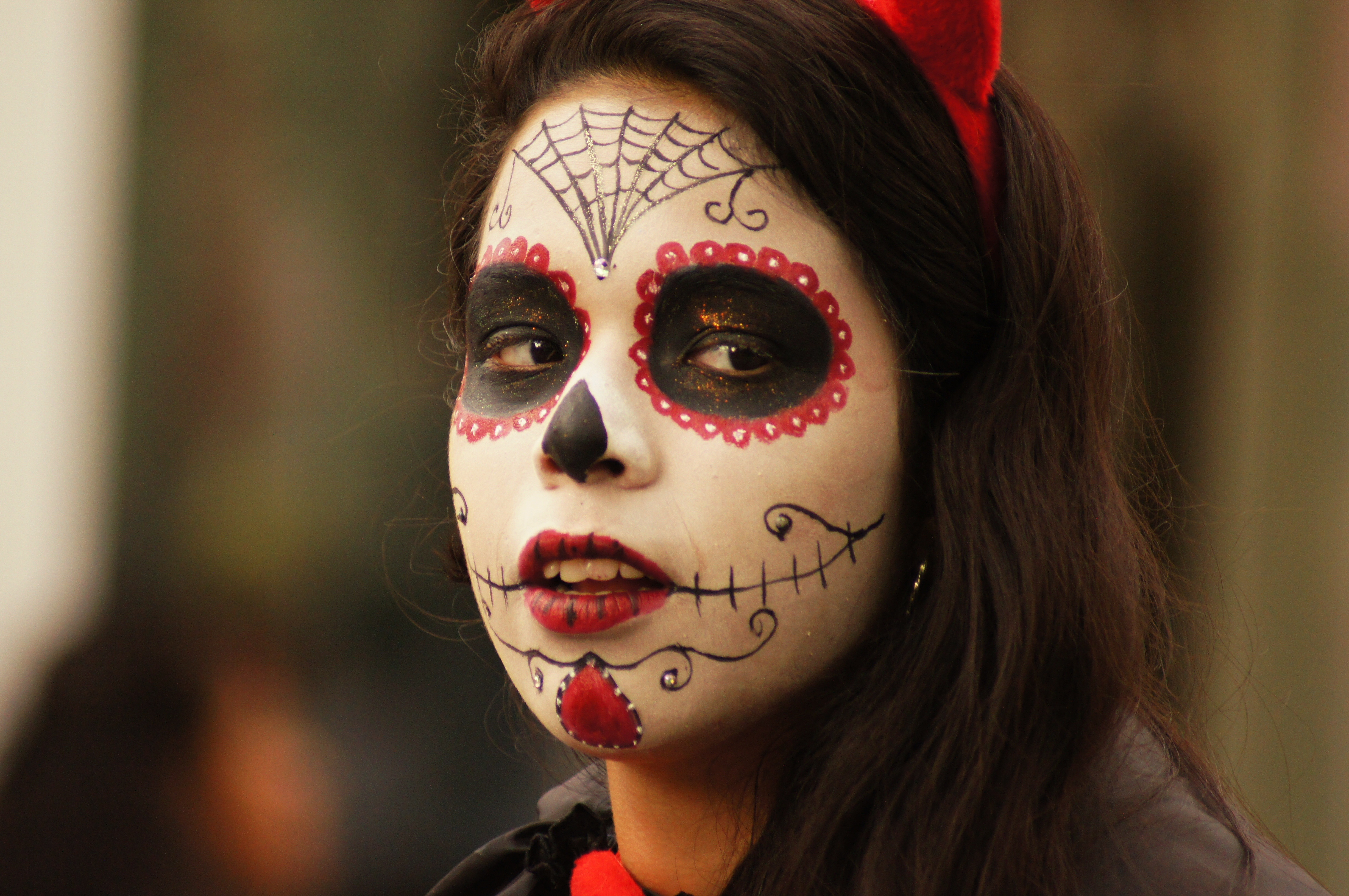
Schädel-Schminke

Mexikanisches Totenkopf-Make-up, auch bekannt als Calavera-Schminke oder Sugar Skull Makeup, ist eine Form der Schminke, mit der das Aussehen der Figur La Calavera Catrina nachempfunden wird. 

## Bedeutung der Symbolik

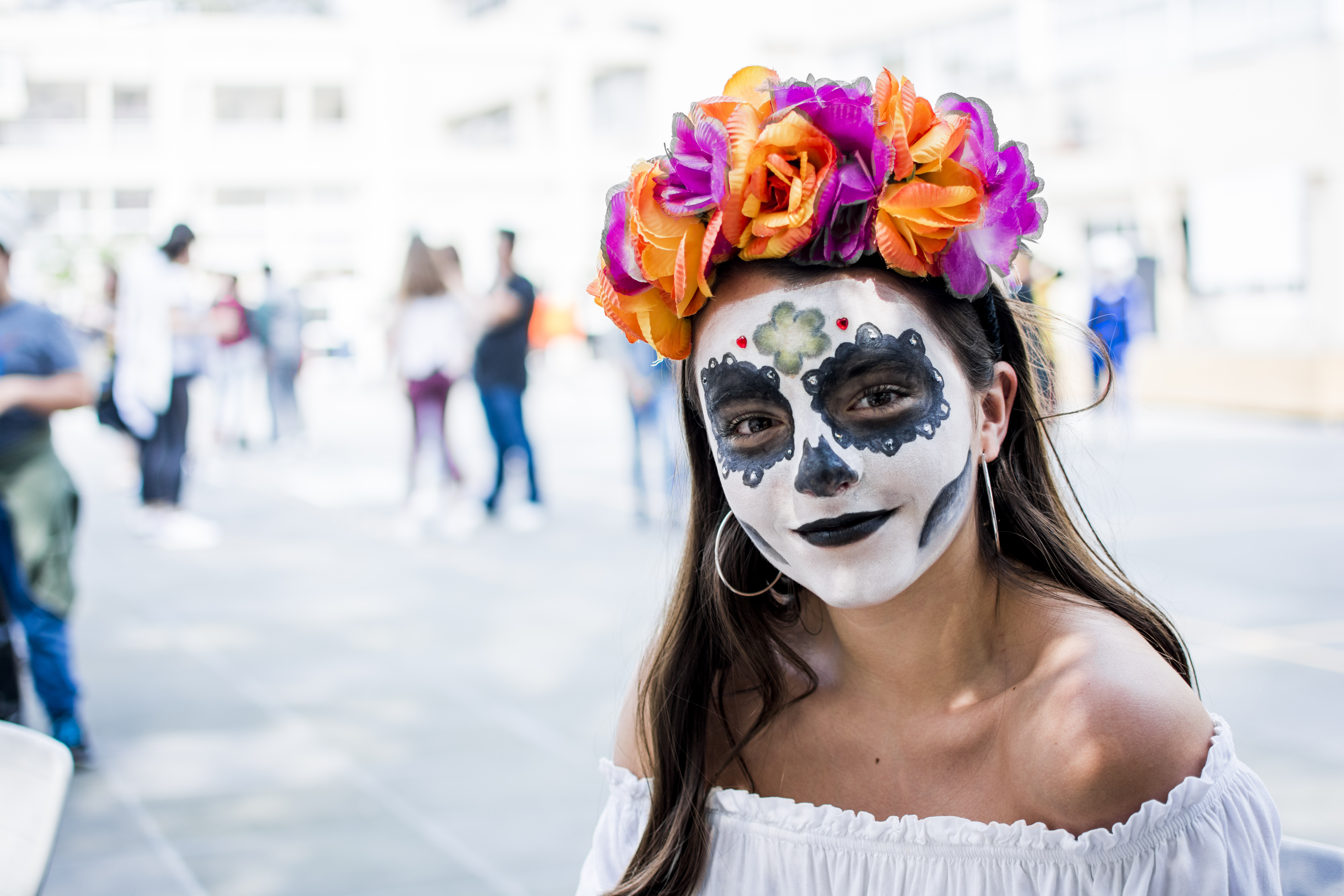
Ein Mädchen mit traditioneller Catrina-Schminke am Vorabend des Día de los Muertos (31. Oktober 2018). Die kunstvolle Gesichtsbemalung ist Teil der Feierlichkeiten zu Ehren der Verstorbenen, die am 1. und 2. November stattfinden.

Die symbolträchtige Darstellung des Todes ist eng mit dem mexikanischen Feiertag Día de Muertos (Tag der Toten) verbunden, bei dem Verstorbene geehrt und gefeiert werden. Während der Feierlichkeiten schmücken sich viele Menschen mit kunstvoller Gesichtsbemalung in Form stilisierter Totenschädel (calaveras). Diese Darstellungen gelten nicht als gruselig, sondern als festlich und lebensbejahend. Sie symbolisieren die Akzeptanz des Todes als Teil des Lebenskreislaufs und dienen dazu, den Verstorbenen Respekt zu zollen. Das Make-up wird dabei als eine Art Willkommensgruß verstanden, mit dem die Seelen der Toten am Fest teilhaben können. Gemäß der mexikanischen Tradition wird davon ausgegangen, dass die Grenze zwischen der Welt der Lebenden und der Toten an diesen Tagen durchlässig ist.